# Этнические чистки в Доминиканской Республике (1937)
«Петрушечная» резня (исп. Masacre del Perejil) — массовое убийство лиц гаитянского происхождения (негров), осуществлённое в Доминиканской Республике в октябре 1937 года в регионе по течению пограничной реки Рио-Дахабон по приказу диктатора Рафаэля Трухильо.

## Предыстория
Можно выделить несколько причин произошедшего. Во-первых, Трухильо, с целью укрепления своей власти, поощрял националистическую политику «доминиканизации» и антигаитианизма — одной из разновидностей расовой сегрегации, распространённой среди испаноязычных, преимущественно белых доминиканцев в отношении франкоязычных, преимущественно негроидных гаитян. Кроме этого, Трухильо не удавалось подчинить своему политическому влиянию соседнее Гаити, проводившее независимую в отношении Санто-Доминго политику. Предвидя возможные осложнения отношений с Гаити, диктатор опасался волнений среди рабочих-мигрантов из Гаити, расселившихся и уже на протяжении десятилетий работавших на плантациях сахарного тростника в приграничных сельскохозяйственных провинциях страны.

## Резня
Резня началась 2 октября 1937 года силами полиции, армии и военизированных эскадронов смерти Трухильо и продолжалась до 8 октября. 
Название «петрушечной» получила вследствие проводимого убийцами «эксперимента» по определению происхождения возможной жертвы: её заставляли произнести слово-шибболет исп. perejil (петрушка); вследствие особенностей произношения франко-креолоязычные гаитяне произносят в нём «л» вместо «р» во втором слоге (как это делают доминиканцы). Тем, кто выговаривал неправильно, солдаты отрубали головы мачете.
Число жертв официально оценивается в 20 тысяч человек, а по различным оценкам варьируется от 17 до 37 тысяч.

## Компенсация
Когда о массовых казнях гаитян стало известно международной общественности, Трухильо был вынужден провести переговоры с президентом Гаити Стенио Венсаном при посредничестве американского президента Франклина Д. Рузвельта и выплатить гаитянскому правительству (но не родственникам погибших) компенсацию в 525 тысяч долларов США (из 750 тысяч, которые ему были присуждены к выплате) — из расчёта примерно в 30 долларов за голову. Из-за коррупции, царившей в гаитянских органах власти, компенсация, реально выплаченная родственникам погибших, составила по 2 цента за человека.